# Pavel Královec
Pavel Královec (Domažlice, República Checa, 19 de agosto de 1977) es un árbitro de fútbol checo. Es internacional para la FIFA desde el 2005.

## Trayectoria
Fue seleccionado para el Copa Mundial de Fútbol Sub-17 de 2011 en México y el Torneo olímpico de 2012. Ha arbitrado también en la Clasificación para la Copa Mundial de Fútbol de 2010 y 2014. Adicionalmente ha dirigido partidos de la Euro 2008 y Euro 2012.
En marzo de 2013, la FIFA incluyó a Královec en la lista de 52 árbitros candidatos para la Copa Mundial de Fútbol de 2014.

## Estadística de carrera
Estadística en solo partidos de liga.
| Temporada                                                                    | Partidos | Amonestado | (p.p.) | Expulsado | (p.p.) | Referencia |
| ---------------------------------------------------------------------------- | -------- | ---------- | ------ | --------- | ------ | ---------- |
| 2006/07                                                                      | 20       | 78         | 3.9    | 3         | 0.15   | [ 9 ]      |
| 2007/08                                                                      | 17       | 53         | 3.12   | 0         | 0      | [ 10 ]     |
| 2008/09                                                                      | 13       | 58         | 4.46   | 0         | 0      | [ 11 ]     |
| 2009/10                                                                      | 10       | 37         | 3.7    | 0         | 0      | [ 12 ]     |
| 2010/11                                                                      | 17       | 67         | 3.94   | 3         | 0.18   | [ 13 ]     |
| TOTALES                                                                      | 77       | 293        | 3.81   | 6         | 0.08   |            |
| Nota: hay no registros disponibles con anterioridad a la temporada 2006/2007 |          |            |        |           |        |            |